# Список простых чисел
Эта страница содержит список первых 500 простых чисел (от 2 до 3571), а также списки некоторых специальных типов простых чисел.

## Первые простые числа
| 2    | 3    | 5    | 7    | 11   | 13   | 17   | 19   | 23   | 29   | 31   | 37   | 41   | 43   | 47   | 53   | 59   | 61   | 67   | 71   |
| 73   | 79   | 83   | 89   | 97   | 101  | 103  | 107  | 109  | 113  | 127  | 131  | 137  | 139  | 149  | 151  | 157  | 163  | 167  | 173  |
| 179  | 181  | 191  | 193  | 197  | 199  | 211  | 223  | 227  | 229  | 233  | 239  | 241  | 251  | 257  | 263  | 269  | 271  | 277  | 281  |
| 283  | 293  | 307  | 311  | 313  | 317  | 331  | 337  | 347  | 349  | 353  | 359  | 367  | 373  | 379  | 383  | 389  | 397  | 401  | 409  |
| 419  | 421  | 431  | 433  | 439  | 443  | 449  | 457  | 461  | 463  | 467  | 479  | 487  | 491  | 499  | 503  | 509  | 521  | 523  | 541  |
| 547  | 557  | 563  | 569  | 571  | 577  | 587  | 593  | 599  | 601  | 607  | 613  | 617  | 619  | 631  | 641  | 643  | 647  | 653  | 659  |
| 661  | 673  | 677  | 683  | 691  | 701  | 709  | 719  | 727  | 733  | 739  | 743  | 751  | 757  | 761  | 769  | 773  | 787  | 797  | 809  |
| 811  | 821  | 823  | 827  | 829  | 839  | 853  | 857  | 859  | 863  | 877  | 881  | 883  | 887  | 907  | 911  | 919  | 929  | 937  | 941  |
| 947  | 953  | 967  | 971  | 977  | 983  | 991  | 997  | 1009 | 1013 | 1019 | 1021 | 1031 | 1033 | 1039 | 1049 | 1051 | 1061 | 1063 | 1069 |
| 1087 | 1091 | 1093 | 1097 | 1103 | 1109 | 1117 | 1123 | 1129 | 1151 | 1153 | 1163 | 1171 | 1181 | 1187 | 1193 | 1201 | 1213 | 1217 | 1223 |
| 1229 | 1231 | 1237 | 1249 | 1259 | 1277 | 1279 | 1283 | 1289 | 1291 | 1297 | 1301 | 1303 | 1307 | 1319 | 1321 | 1327 | 1361 | 1367 | 1373 |
| 1381 | 1399 | 1409 | 1423 | 1427 | 1429 | 1433 | 1439 | 1447 | 1451 | 1453 | 1459 | 1471 | 1481 | 1483 | 1487 | 1489 | 1493 | 1499 | 1511 |
| 1523 | 1531 | 1543 | 1549 | 1553 | 1559 | 1567 | 1571 | 1579 | 1583 | 1597 | 1601 | 1607 | 1609 | 1613 | 1619 | 1621 | 1627 | 1637 | 1657 |
| 1663 | 1667 | 1669 | 1693 | 1697 | 1699 | 1709 | 1721 | 1723 | 1733 | 1741 | 1747 | 1753 | 1759 | 1777 | 1783 | 1787 | 1789 | 1801 | 1811 |
| 1823 | 1831 | 1847 | 1861 | 1867 | 1871 | 1873 | 1877 | 1879 | 1889 | 1901 | 1907 | 1913 | 1931 | 1933 | 1949 | 1951 | 1973 | 1979 | 1987 |
| 1993 | 1997 | 1999 | 2003 | 2011 | 2017 | 2027 | 2029 | 2039 | 2053 | 2063 | 2069 | 2081 | 2083 | 2087 | 2089 | 2099 | 2111 | 2113 | 2129 |
| 2131 | 2137 | 2141 | 2143 | 2153 | 2161 | 2179 | 2203 | 2207 | 2213 | 2221 | 2237 | 2239 | 2243 | 2251 | 2267 | 2269 | 2273 | 2281 | 2287 |
| 2293 | 2297 | 2309 | 2311 | 2333 | 2339 | 2341 | 2347 | 2351 | 2357 | 2371 | 2377 | 2381 | 2383 | 2389 | 2393 | 2399 | 2411 | 2417 | 2423 |
| 2437 | 2441 | 2447 | 2459 | 2467 | 2473 | 2477 | 2503 | 2521 | 2531 | 2539 | 2543 | 2549 | 2551 | 2557 | 2579 | 2591 | 2593 | 2609 | 2617 |
| 2621 | 2633 | 2647 | 2657 | 2659 | 2663 | 2671 | 2677 | 2683 | 2687 | 2689 | 2693 | 2699 | 2707 | 2711 | 2713 | 2719 | 2729 | 2731 | 2741 |
| 2749 | 2753 | 2767 | 2777 | 2789 | 2791 | 2797 | 2801 | 2803 | 2819 | 2833 | 2837 | 2843 | 2851 | 2857 | 2861 | 2879 | 2887 | 2897 | 2903 |
| 2909 | 2917 | 2927 | 2939 | 2953 | 2957 | 2963 | 2969 | 2971 | 2999 | 3001 | 3011 | 3019 | 3023 | 3037 | 3041 | 3049 | 3061 | 3067 | 3079 |
| 3083 | 3089 | 3109 | 3119 | 3121 | 3137 | 3163 | 3167 | 3169 | 3181 | 3187 | 3191 | 3203 | 3209 | 3217 | 3221 | 3229 | 3251 | 3253 | 3257 |
| 3259 | 3271 | 3299 | 3301 | 3307 | 3313 | 3319 | 3323 | 3329 | 3331 | 3343 | 3347 | 3359 | 3361 | 3371 | 3373 | 3389 | 3391 | 3407 | 3413 |
| 3433 | 3449 | 3457 | 3461 | 3463 | 3467 | 3469 | 3491 | 3499 | 3511 | 3517 | 3527 | 3529 | 3533 | 3539 | 3541 | 3547 | 3557 | 3559 | 3571 |

(последовательность A000040 в OEIS).
Проект по проверке проблемы Гольдбаха сообщает, что были вычислены все простые числа до {\displaystyle 10^{18}}. Это составляет 24 739 954 287 740 860 простых чисел, но они не были сохранены. Существуют известные формулы, позволяющие вычислить количество простых чисел (до заданного значения) быстрее, чем вычисление самих простых чисел. Этот способ был использован, чтобы вычислить, что до {\displaystyle 10^{23}} находится 1 925 320 391 606 803 968 923 простых числа.

## Простыечисла Белла
Простые числа, которые являются числом разбиения множества с {\displaystyle n} элементами.
2, 5, 877, 27644437, 35742549198872617291353508656626642567. Следующее число имеет 653 цифры. (последовательность A051131 в OEIS)

## Кубические простые числа
Простые числа вида {\displaystyle {\frac {x^{3}-y^{3}}{x-y}},x=y+1}
7, 19, 37, 61, 127, 271, 331, 397, 547, 631, 919, 1657, 1801, 1951, 2269, 2437, 2791, 3169, 3571, 4219, 4447, 5167, 5419, 6211, 7057, 7351, 8269, 9241, 10267, 11719, 12097, 13267, 13669, 16651, 19441, 19927, 22447, 23497, 24571, 25117, 26227, 27361, 33391, 35317 (последовательность A002407 в OEIS).
а также {\displaystyle {\frac {x^{3}-y^{3}}{x-y}},x=y+2}
13, 109, 193, 433, 769, 1201, 1453, 2029, 3469, 3889, 4801, 10093, 12289, 13873, 18253, 20173, 21169, 22189, 28813, 37633, 43201, 47629, 60493, 63949, 65713, 69313, 73009, 76801, 84673, 106033, 108301, 112909, 115249
(последовательность A002648 в OEIS).

## Суперпростые числа
Простые числа, находящиеся на позициях последовательности простых чисел с простыми номерами, то есть 2-е, 3-е, 5-е и т. д.
Первые члены последовательности суперпростых чисел: 3, 5, 11, 17, 31, 41, 59, 67, 83, 109, 127, 157, …
Последовательность OEIS:A006450

## Простые, состоящие из единиц
Числа-репьюниты, состоящие из 19, 23, 317, 1031, 49081, 86453, 109297, 270343 единиц, являются простыми (последовательность A004023 в OEIS).

## Простые, состоящие из единиц и нулей
Кроме простых чисел, состоящих только из единиц, можно отметить и простые числа, состоящие из единиц и нулей. В пределах первых десяти миллионов простыми являются следующие из таких чисел (последовательность A020449 в OEIS):
11, 101, 10111, 101111, 1011001, 1100101 и т. д.

## Простые палиндромы
Палиндромами называются числа, которые справа налево и слева направо читаются одинаковым образом, например, 30103.
Среди таких чисел тоже встречаются простые. Ясно, что любой простой палиндром состоит из нечётного количества цифр (за исключением числа 11), так как любой палиндром с чётным количеством цифр всегда делится на 11.
Первыми простыми палиндромами являются такие числа:
2, 3, 5, 7, 11, 101, 131, 151, 181, 191, 313, 353, 373, 383, 727, 757, 787, 797, 919, 929, 10301, 10501, 10601

## Простые числа Вильсона
Простые числа {\displaystyle p}, для которых {\displaystyle (p-1)!+1} делится нацело на {\displaystyle p^{2}}.
Известные простые Вильсона: 5, 13, 563 (последовательность A007540 в OEIS).
Другие простые Вильсона неизвестны. Гарантированно не существует других простых Вильсона, меньших 2⋅1013.

## Простые числа Вольстенхольма
Простые числа {\displaystyle p}, для которых биномиальный коэффициент {\displaystyle {{2p-1} \choose {p-1}}\equiv 1{\pmod {p^{4}}}}.
Известны только эти числа до миллиарда: 16843, 2124679 (последовательность A088164 в OEIS)

## Простые числа Кэрола
Простые числа вида {\displaystyle (2^{n}-1)^{2}-2}.
7, 47, 223, 3967, 16127, 1046527, 16769023, 1073676287, 68718952447, 274876858367, 4398042316799, 1125899839733759, 18014398241046527, 1298074214633706835075030044377087 (последовательность A091516 в OEIS).

## Простые числа Каллена
Простые числа вида {\displaystyle n2^{n}+1}.
Все известные числа Каллена соответствуют {\displaystyle n}, равному:
1, 141, 4713, 5795, 6611, 18496, 32292, 32469, 59656, 90825, 262419, 361275, 481899, 1354828, 6328548, 6679881 последовательность A005849 в OEIS.
Есть предположение, что имеется бесконечно много простых чисел Каллена.

## Простые числа Маркова
Простые числа {\displaystyle p}, для которых существуют целые {\displaystyle x} и {\displaystyle y} такие, что {\displaystyle x^{2}+y^{2}+p^{2}=3xyp}.
2, 5, 13, 29, 89, 233, 433, 1597, 2897, 5741, 7561, 28657, 33461, 43261, 96557, 426389, 514229 (последовательность A178444 в OEIS)

## Простые числа Мерсенна
Простые числа вида {\displaystyle 2^{n}-1}. Первые 12 чисел:
3, 7, 31, 127, 8191, 131071, 524287, 2147483647, 2305843009213693951, 618970019642690137449562111, 162259276829213363391578010288127, 170141183460469231731687303715884105727
(последовательность A000668 в OEIS).

## Простые числа Ньюмена — Шэнкса — Уильямса
Простым числом Ньюмена — Шэнкса — Уильямса (NSW) называется простое число {\displaystyle p}, которое можно записать в виде:
{\displaystyle S_{2m+1}={\frac {\left(1+{\sqrt {2}}\right)^{2m+1}+\left(1-{\sqrt {2}}\right)^{2m+1}}{2}}.}
Несколько первых NSW-простых: 7, 41, 239, 9369319, 63018038201, 489133282872437279, 19175002942688032928599, 123426017006182806728593424683999798008235734137469123231828679 (последовательность A088165 в OEIS).

## Простые числа Прота
Простые числа вида {\displaystyle P=k\cdot 2^{n}+1}, причём {\displaystyle k} нечётно и {\displaystyle 2^{n}>k} (последовательность A080076 в OEIS).

## Простые числа Софи Жермен
Простые числа {\displaystyle p} такие, что {\displaystyle 2p+1} также простые.
2, 3, 5, 11, 23, 29, 41, 53, 83, 89, 113, 131, 173, 179, 191, 233, 239, 251, 281, 293, 359, 419, 431, 443, 491, 509, 593, 641, 653, 659, 683, 719, 743, 761, 809, 911, 953
(последовательность A005384 в OEIS).

## Простые числа Ферма
Это простые числа вида {\displaystyle 2^{2^{n}}+1}.
Известные простые числа Ферма: 3, 5, 17, 257, 65537 (последовательность A019434 в OEIS).

## Простыечисла Фибоначчи
Простые числа в последовательности Фибоначчи F0 = 0, F1 = 1,
Fn = Fn−1 + Fn−2.
2, 3, 5, 13, 89, 233, 1597, 28657, 514229, 433494437, 2971215073, 99194853094755497, 1066340417491710595814572169, 19134702400093278081449423917 (последовательность A005478 в OEIS)

## Простые числа Чена
Такие простые числа {\displaystyle p}, что {\displaystyle p+2} либо простое, либо полупростое:
2, 3, 5, 7, 11, 13, 17, 19, 23, 29, 31, 37, 41, 47, 53, 59, 67, 71, 83, 89, 101, 107, 109, 113, 127, 131, 137, 139, 149, 157, 167, 179, 181, 191, 197, 199, 211, 227, 233, 239, 251, 257, 263, 269, 281, 293, 307, 311, 317, 337, 347, 353, 359, 379, 389, 401, 409 (последовательность A109611 в OEIS).

## Простые числа Пелля
В теории чисел числами Пелля называется бесконечная последовательность целых чисел, являющихся знаменателями подходящих дробей для квадратного корня из 2. Эта последовательность приближений начинается с 1/1, 3/2, 7/5, 17/12, и 41/29, так что последовательность чисел Пелля начинается с 1, 2, 5, 12 и 29. Несколько первых простых чисел Пелля: 2, 5, 29, 5741, … (последовательность A086383 в OEIS).

## Простые числа в формеn4+1{\displaystyle n^{4}+1}
2, 17, 257, 1297, 65537, 160001, 331777, 614657, 1336337, 4477457, 5308417, 8503057, 9834497, 29986577, 40960001, 45212177, 59969537, 65610001, 126247697, 193877777, 303595777, 384160001, 406586897, 562448657, 655360001 (последовательность A037896 в OEIS).

## Сбалансированные простые числа
Простые числа, которые являются средним арифметическим предыдущего простого числа и следующего простого числа:
5, 53, 157, 173, 211, 257, 263, 373, 563, 593, 607, 653, 733, 947, 977, 1103, 1123, 1187, 1223, 1367, 1511, 1747, 1753, 1907, 2287, 2417, 2677, 2903, 2963, 3307, 3313, 3637, 3733, 4013, 4409, 4457, 4597, 4657, 4691, 4993, 5107, 5113, 5303, 5387, 5393 (последовательность A006562 в OEIS).

## Уникальные простые числа
Простые числа {\displaystyle p}, длина периодической дроби которых от {\displaystyle {\frac {1}{p}}} уникальна (ни одно другое простое число не даёт такое же):
3, 11, 37, 101, 9091, 9901, 333667, 909091, 99990001, 999999000001, 9999999900000001, 909090909090909091, 1111111111111111111, 11111111111111111111111, 900900900900990990990991
(последовательность A040017 в OEIS).

## Факториальные простые
Это простые числа вида {\displaystyle n!\pm 1} для некоторого {\displaystyle n\in {\mathbb {N} }}:
2, 3, 5, 7, 23, 719, 5039, 39916801, 479001599, 87178291199, 10888869450418352160768000001, 265252859812191058636308479999999, 263130836933693530167218012159999999, 8683317618811886495518194401279999999 (последовательность A088054 в OEIS).

## Праймориальные простые числа
Простые числа вида p# ± 1:
pn# − 1 является простым для n = 2, 3, 5, 6, 13, 24, … последовательность A057704 в OEIS
pn# + 1 является простым для n = 1, 2, 3, 4, 5, 11, … последовательность A014545 в OEIS

## Центрированные квадратные простые числа
Числа вида {\displaystyle n^{2}+(n+1)^{2}}:
5, 13, 41, 61, 113, 181, 313, 421, 613, 761, 1013, 1201, 1301, 1741, 1861, 2113, 2381, 2521, 3121, 3613, 4513, 5101, 7321, 8581, 9661, 9941, 10513, 12641, 13613, 14281, 14621, 15313, 16381, 19013, 19801, 20201, 21013, 21841, 23981, 24421, 26681 (последовательность A027862 в OEIS).

## Центрированные треугольные простые числа
Числа вида {\displaystyle (3n^{2}+3n+2)/2}:
19, 31, 109, 199, 409, 571, 631, 829, 1489, 1999, 2341, 2971, 3529, 4621, 4789, 7039, 7669, 8779, 9721, 10459, 10711, 13681, 14851, 16069, 16381, 17659, 20011, 20359, 23251, 25939, 27541, 29191, 29611, 31321, 34429, 36739, 40099, 40591, 42589 (последовательность A125602 в OEIS).

## Центрированные десятиугольные простые числа
Простые числа, которые можно представить в виде {\displaystyle 5(n^{2}-n)+1}:
11, 31, 61, 101, 151, 211, 281, 661, 911, 1051, 1201, 1361, 1531, 1901, 2311, 2531, 3001, 3251, 3511, 4651, 5281, 6301, 6661, 7411, 9461, 9901, 12251, 13781, 14851, 15401, 18301, 18911, 19531, 20161, 22111, 24151, 24851, 25561, 27011, 27751 (последовательность A090562 в OEIS).